# Bojany
Bojany (prononciation : [bɔˈjanɨ]) est un village polonais de la gmina de Brok dans le powiat d'Ostrów Mazowiecka de la voïvodie de Mazovie dans le centre-est de la Pologne.

## Géographie
Il se situe à environ 5 kilomètres à l'ouest de Brok (siège de la gmina), 16 kilomètres au sud-ouest d'Ostrów Mazowiecka (siège du powiat) et à 75 kilomètres au nord-est de Varsovie (capitale de la Pologne).

## Histoire
De 1975 à 1998, le village appartenait administrativement à la voïvodie d'Ostrołęka.